# Cryptops royi
Cryptops royi är en mångfotingart som beskrevs av Demange 1963. Cryptops royi ingår i släktet Cryptops och familjen Cryptopidae. Inga underarter finns listade i Catalogue of Life.